# Eating out
Eating out (en español: comer fuera) es una película estadounidense dirigida y escrita por Q. Allan Brocka de 2004. Se trata de una comedia romántica de enredo de temática gay.

## Argumento
Tras ser abandonado por Tiffani, Caleb se lamenta de su mala suerte con las mujeres con Kyle, su compañero de piso gay. Kyle le dice que tiene el mismo problema con los hombres, pero que con las mujeres no lo tendría porque según él hay muchas chicas que se sienten atraídas por los gais. Y para probar su teoría en una fiesta presenta como gay a Caleb a Gwen. Gwen siempre está rodeada de gais, y tiene un historial amoroso plagado de chicos que eran o resultaron ser gais e inmediatamente le gusta Caleb. Tanto que se lo presenta a su mejor amigo, Marc, que por supuesto es gay, para que salgan juntos. Por su parte el bello Marc es el amor secreto de Kyle, pero este nunca le había hecho caso antes.
Cuando Caleb ve el lío en que se ha metido quiere dar marcha atrás, pero entonces Kyle le convence de que no lo haga porque esta situación le permitiría acercarse a Gwen y a él a Marc. Y entonces traza un plan para conquistar a Gwen mientras sale con Marc, dándole largas a este. Caleb acude a la cita con Marc, y mientras Marc termina de vestirse Gwen tontea con Caleb. Según el plan, Caleb se hace el duro y le dice que nunca se ha acostado ni con un hombre ni con una mujer. Lo que enciende la curiosidad de Gwen, que le dice que aunque se considere gay si es virgen sería mejor que probara primero con una chica.
Tras comer juntos con varios amigos músicos de Marc, que es pianista y estudia música, van a casa de Marc a ver una película en vídeo. Cuando están en el sofá frente a la televisión les llama por telófono Gwen y dice a Caleb que se relaje y empieza a flirtear con él mientras Marc comienza a hacerle una felación. Tras esto Caleb se va y en el camino se encuentra con Gwen y terminan haciendo el amor en el coche.
Al día siguiente, sin saber nada de lo ocurrido, Marc le dice a Gwen que ha notado que le gusta Caleb y ésta le responde que le estaría bien empleado que se lo quitara en revancha por todos los chicos que le ha quitado él antes. Esa noche los dos van invitados a cenar al apartamento de Caleb y Kyle, siguiendo el plan de este. Pero todo se tuerce cuanto también se presentan los padres y la hermana pequeña de Caleb. La situación se pone tensa y todos tratan de disimular pero entonces llega Tiffani dispuesta a volver a la heterosexualidad a Caleb, porque cuando le llegó el rumor de que se había declarado gay para vengarse Caleb le había dicho que fue por su culpa. Entonces Gwen les confiesa a la familia de Caleb que es gay y todos se muestran muy compresivos con él.
Cuando las dos parejas se quedan a solas, Gwen le dice a Kyle que se ha dado cuenta de que había organizado la cena para conquistar a Marc pero que él no está interesado. En la discusión que se forma descubre que Marc sí había empezado a interesarse por Kyle y de que Caleb es heterosexual. Al final terminan emparejados los cuatro según el plan inicial.

## Reparto
- Scott Lunsford: Caleb
- Jim Verraros: Kyle
- Emily Brooke Hands: Gwen (en los títulos como Emily Stiles)
- Ryan Carnes: Marc
- Rebekah Kochan: Tiffani
- Martie van der Voort: Susan, hermana pequeña de Caleb

## Premios
- Mejor película LGBT en el Breckenridge Festival of Film de 2004.
- Premio del público en el Dallas OUT TAKES 2004.
- Premio del plublico en el Phoenix Out Far! Lesbian and Gay Film Festival 2004.
- Mejor película en el Rhode Island International Film Festival.
- Mejor película y premio del público en el San Diego Film Festival 2004.
- Mejor primera película en el San Francisco International Lesbian & Gay Film Festival 2004.